# Francesco Mussoni
Francesco Mussoni, né le 15 mai 1971, est un homme politique saint-marinais, membre du Parti démocrate-chrétien.

## Biographie
Après des études de droit à l'université de Bologne, Mussoni devient avocat (avvocato e notaio).
Membre du Parti démocrate-chrétien, Mussoni est membre du Grand Conseil général de 2001 à 2006 et à partir de novembre 2008. Il est vice-secrétaire de son parti.
Il est capitaine-régent de Saint-Marin du 1er octobre 2009 au 1er avril 2010, avec Stefano Palmieri, et de nouveau du 1er octobre 2021 au 1er avril 2022, avec Giacomo Simoncini.